# آلدو آجروپی
آلدو آجروپی (به ایتالیایی: Aldo Agroppi) (۱۴ آوریل ۱۹۴۴ – ۲ ژانویهٔ ۲۰۲۵) بازیکن و سرمربی فوتبال اهل ایتالیا بود.

## تیم ملی
وی بین سال‌های ۱۹۷۲ تا ۱۹۷۳ میلادی عضو تیم ملی فوتبال ایتالیا بوده و در ۵ بازی ملی حضور داشته‌است. او در بازی‌های ملی‌اش گلی به ثمر نرساند.
آلدو آجروپی آخرین بازی ملی خود را در سال ۱۹۷۳ میلادی انجام داد.